# أنا أحمق
«أنا أحمق» عبارة عن قصة قصيرة للكاتب الأمريكي شيروود أندرسون والتي نشرت لأول مرة عام 1922 في فبراير، وفي الشهر التالي قصة لندن ميركوري ثم يليها عام 1923 قصة الخيول والرجال كأول القصص من المجموعة القصيرة لأندرسون والتي منها كتب ويليام فولكنر "أعتقد أنه قصة أنا أحمق لكونراد هي أفضل وأمتع قصة قصيرة قرأتها على الإطلاق بجانب قلب الظلام "
وسردت القصة من وجهة نظر الراوي الذي يعمل كشخصية في القصة والوقت والعصر الذي يعيش فيه وهو أوهايو الذي ولد شيروود أندرسون فيه.

## الاقتباسات
و في 29 سبتمبر 1941 أدى كل من أورسون ويلز ونانسي جيتس القصة على إذاعة برنامج أورسون ويلز شو في راديو سي بي إس.
بالأضافه إلى أنه لعب كل من جيمس دين وناتالي وود وإدي ألبرت دور البطولة في مسرحية تلفزيونية مباشرة على سلسلة مسرح جنرال إلكتريك ، برعاية رونالد ريغان.
وفي عام 1977 قام نويل بلاك بعمل فيلمًا مدته 38 دقيقة استنادًا إلى قصة أندرسون محتفظًا بعنوانه «أنا أحمق». ولعب دور البطولة بالفيلم رون هوارد بدور العريس ولعبت إيمي إيرفينغ دور الفتاة الجميلة الآنسة لوسي ويسن.

## روابط خارجية
- A film clip the GE Theater adaptation is available for free download at the أرشيف الإنترنت
- The Full Text of the Story
- The Persian Translation of the Story